# Chocho (dulce)

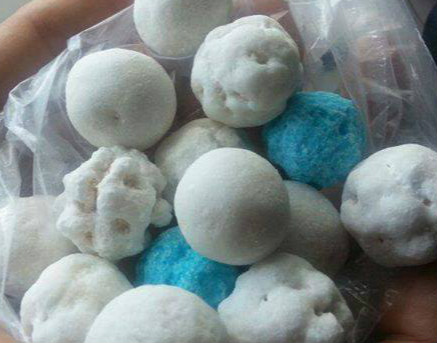
Chochos de Lorca

Los chochos son dulces de azúcar, normalmente de color blanco, fabricados en distintos lugares de España.

## Chochos de Lorca
Son un producto autóctono de Lorca (Región de Murcia). Consisten en una avellana pelada recubierta de un glaseado de azúcar de consistencia muy dura. 
Se elaboran añadiendo cuidadosamente a las avellanas una pasta de azúcar caliente, moldeando cada pieza para distribuir el azúcar de manera uniforme. Sin embargo, la superficie resultante no suele ser totalmente esférica, sino que tiene un relieve característico. 
Durante la Semana Santa de Lorca, se venden tanto de color blanco como de color azul, en honor a las hermandades más populares de estas fiestas.

## Chochos de yema de Salamanca
Son un producto típico de Salamanca, por lo que también se les conoce por chochos charros. De forma y consistencia similar a la peladilla, se distinguen de esta por no contener ningún fruto seco, sino un dulce de yema. Hasta los años de 1970, tenían un tamaño de unos 10 cm por 4 cm, pero actualmente se hacen de tamaño más pequeño. A veces incluyen canela entre sus ingredientes.
Deben su nombre al parecido de su forma con la del chocho o lupinos.